# Zwartmaskergoean
De zwartmaskergoean (Pipile jacutinga) is een vogel uit de familie sjakohoenders en hokko's (Cracidae). De wetenschappelijke naam van de soort is voor het eerst geldig gepubliceerd in 1825 door Johann Baptist von Spix. Het is een bedreigde soort hoendervogel in Brazilië, Argentinië en Paraguay.

## Kenmerken
De vogel is 64 tot 74 cm lang. Deze maskergoean is merendeels zwart gekleurd met een grote witte vlek op de vleugeldekveren en  een witte kruin en nek en een blauwe ring rond het oog.Verder een rode lel die blauw is aan de basis en lichtblauwe snavel met een zwart uiteinde en roodachtige poten.

## Voorkomen en leefgebied
De soort komt voor in het zuidoosten van Brazilië, noordoostelijk Argentinië en het zuidoosten van Paraguay. Het leefgebied is vochitg, natuurlijk bos langs rivieren. In Brazilië ook in heuvelland van het kustgebied tot op 900 m boven zeeniveau. De vogel komt ook voor in selectief gekapt natuurlijk bos.

## Status
De grootte van de populatie werd in 2016 door BirdLife International geschat op 1500 tot 7000 volwassen individuen en de populatie-aantallen nemen af door bejaging en habitatverlies waarbij het leefgebied wordt aangetast door ontbossing. Om deze redenen staat deze soort als bedreigd op de Rode Lijst van de IUCN.